# Blepharoneura io
Blepharoneura io es una especie de insecto del género Blepharoneura de la familia Tephritidae del orden Diptera.

## Historia
Giglio-Tos la describió científicamente por primera vez en el año 1893.